# NGC 6590
NGC 6590 (NGC 6595) je emisijska maglica s otvorenim skupom u zviježđu Strijelcu. Naknadno je utvrđeno da je NGC 6595 isto nebesko tijelo.

## Vanjske poveznice
- (engl.) SEDS: NGC 6590
- (engl.) Hartmut Frommert: Revidirani Novi opći katalog
- (engl.) Izvangalaktička baza podataka NASA-e i IPAC-a
- (engl.) Astronomska baza podataka SIMBAD
- (engl.) VizieR
- (engl.) Auke Slotegraaf: NGC 6590 Deep Sky Observer's Companion
- (engl.) NGC 6590  Arhivirana inačica izvorne stranice od 12. lipnja 2015. (Wayback Machine) DSO-tražilica
- (engl.) Courtney Seligman: Objekti Novog općeg kataloga: NGC 6550 - 6599